# Veverița, Ungheni
Veverița este un sat din componența comunei Hîrcești din raionul Ungheni, Republica Moldova.